# Juan José Nogués
Juan José Nogués Portalatín (* 28. März 1909 in Saragossa; † 2. Juli 1998) war ein spanischer Fußballtorwart und -trainer.

## Spielerkarriere
Nogués’ erste Profistation war Real Saragossa CD von 1928 bis 1930. Sein erstes Erstligaspiel machte er 28. Dezember 1930 für den FC Barcelona beim 1:1 gegen Racing Santander. In seinen zwölf Jahren beim FC Barcelona – mit einer Unterbrechung von drei Jahren wegen des Bürgerkriegs in Spanien – gewann er fünf Mal die katalanische Meisterschaft.
Zwischen 1932 und 1941 bestritt Nogués 10 Spiele für die Katalanische Fußballauswahl. Unter anderem wirkte er auch beim Länderspiel gegen Spanien, das sich gerade für die WM 1934 vorbereitete und dieses Spiel letztendlich mit 2:0 verlor, mit. Dies brachte Nogués die Nominierung in den spanischen Kader für die WM 1934 ein. Bei dieser WM bestritt er auch sein einziges Länderspiel für Spanien. Aufgrund der Verletzung von Stammkeeper Ricardo Zamora im ersten Viertelfinalspiel gegen Italien und der Tatsache, dass jenes Spiel mit einem 1:1 auch nach Verlängerung noch nicht entschieden war und damit am nächsten Tag wiederholt werden musste, kam Nogués im Wiederholungsspiel gegen Italien zum Einsatz. Italien gewann mit 1:0.

## Trainerkarriere
1942 wurde Nogués Trainer des FC Barcelona. Bereits in seiner ersten Saison wäre er beinahe mit Barcelona abgestiegen, letztlich gewann man jedoch die Relegationsspiele gegen Real Murcia. Trotzdem konnte man in derselben Saison den spanischen Pokal nach einem 4:3-Sieg in der Verlängerung über Athletic Bilbao gewinnen. In seiner zweiten Saison 1942/43 wurde er mit Barça Dritter in der Liga und schied im spanischen Pokal im Halbfinale aus. Barcelona hatte das Pokalhalbfinalhinspiel gegen Real Madrid zwar noch mit 3:0 gewonnen, verlor aber das Rückspiel mit 1:11. Diese Niederlage wurde sehr kontrovers diskutiert: angeblich soll Franco in der Halbzeitpause einige seiner Männer in die Kabine von Barcelona geschickt haben, die den Spieler von Barcelona mit dem Tode drohten, sollten sie das Spiel nicht verlieren. Der FC Barcelona, als Vertreter Kataloniens, war Franco ein Dorn im Auge, weil Barcelona zu dieser Zeit einer der wenigen Orte war, in denen noch Katalanisch gesprochen wurde, da Franco kastilisches Spanisch als einzige Amtssprache erklärte. Der spanische Verband hat das Spiel bereits aus seinen Aufzeichnungen entfernt.
Später trainierte Nogués noch Gimnàstic de Tarragona, Espanyol Barcelona, Sporting Gijón und UE Lleida.

## Erfolge
Spieler:
- Katalanische Meisterschaft: 1930, 1931, 1932, 1935, 1936
- Copa de S.E. El Generalísimo: 1942
- WM-Teilnahme: 1934 (1 Einsatz)

Trainer:
- Copa de S.E. El Generalísimo: 1942